# Públio (prefeito augustal)
Públio (em latim: Publius) foi um oficial romano do século IV, ativo durante o reinado conjunto dos imperadores Valentiniano I (r. 364–375) e Valente I (r. 364–378). É mencionado duas vezes no Excerto dos Bárbaros como prefeito augustal do Egito, a primeira em 372, que é improvável por já haver outro indivíduo em ofício, e a segunda em 376.